# Lycodon cavernicolus
Espèce
Lycodon cavernicolus est une espèce de serpent de la famille des Colubridae.

## Répartition
Cette espèce est endémique du Perlis en Malaisie péninsulaire.

## Étymologie
Son nom d'espèce, du latin, caverna, « la grotte » et colus, « habitat », lui a été donné en référence à l'habitat de cette espèce.

## Publication originale
- Grismer, Quah, Anuar, Muin, Wood & Nor, 2014 : A diminutive new species of cave-dwelling Wolf Snake (Colubridae: Lycodon Boie, 1826) from Peninsular Malaysia. Zootaxa, no 3815 (1), p. 51-67.